# Дудар Іван Петрович
Іван Петрович Дудар (19 листопада 1921, Клишки, нині Шосткинський район, Сумська обл.  — 29 грудня 2007, Кролевець) — художник народного декоративно-прикладного мистецтва, майстер-технолог декоративного ткацтва, дослідник історії кролевецького переборного ткацтва, головний художник Кролевецької фабрики «Художнє ткацтво» (1961—1985). Заслужений художник України (2000). Член Національної спілки художників України (1983) та Національної спілки майстрів народного мистецтва України (1992).
Під час Другої світової війни був примусово вивезений на роботу до нацистської Німеччини, працював на пороховій фабриці «Айбія» поблизу сіл Лібенау та Штаєрберг у землі Нижня Саксонія. Ініціатор створення у Шостці меморіально-освітнього комплексу пам'яті жертв тоталітаризму «Родинна пам'ять».

## Біографія
Народився Іван Дудар у родині селянина Петра Дударя, троє дітей якого померли у малолітстві. Наймолодшому та хворобливому Іванкові дісталося особливе піклування батьків та старшого брата Григорія.
З дитинства, спостерігаючи за роботою своєї бабці та надаючи їй посильну допомогу, Іван був добре обізнаний з роботою сільської ткалі, що вирішило подальшу творчу спрямованість та долю майстра народного декоративно-прикладного мистецтва.
У 1939 році Іван Дудар вступив до Кролевецького художнього технікуму, однак війна не дала можливості своєчасно реалізувати мрії юнака.
У кінці червня 1941 року за станом здоров'я йому було відмовлено у призові до лав Червоної армії, а вже у вересні він опинився під окупацією. Бунтівний характер юнака не міг коритися новому режимові та хазяйнуванню ворога на рідній землі, тому разом з товаришем юним радіоаматором вони сконструювали радіоприймач й поширювали серед односельців правдиву інформацію про стан на фронті, раділи розгрому німецько-фашистських військ під Москвою.
У 1942 році його разом зі жителями сусідніх сіл було примусово вивезено на роботу до нацистської Німеччини. З Берліна Івана спочатку відправляють на целюлозну фабрику під Білефельдом. Однак через три місяці його переводять на роботу на пороховий завод Лібенау. Юнак проживає у «таборі для остарбайтерів» у містечку Штаєрберг (Steyerberg) та потрапляє на роботу до кислотного цеху, робота у якому була дуже небезпечною через часті надзвичайні пригоди, пов'язані з порушеннями технології. У червні 1944 поряд з Іваном вибухнула центрифуга з кислотної обробки целюлози. Він отримав численні опіки кінцівок та надихався «бурого газу», який уразив його легені. Потрапивши на кілька тижнів до санітарного бараку, Іван вже і не сподівався одужати, оскільки туберкульозників, до яких його помістили, щоденно виносили лише до ями, відритої позаду барака. Однак молодий організм поступово почав справлятися з хворобою. Завдяки лікарю-югославу, який пожалів юнака, Іванові вдалося отримати дозвіл біржі праці Нінбурга на продовження роботи у сільському господарстві. Так він потрапив до родини Горманн у сусідньому селі Вельє, у якій відпрацював аж до звільнення території англійськими військами. Пізніше Іван Дудар згадував цю літню пару з особливою шаною, оскільки вони не дали йому згинути на чужині, виходили та підняли його з недуги, ставились до нього як до рівного.
Після закінчення війни і фільтраційної перевірки НКВС Іван Дудар направляється для роботи на цементному заводі на Уралі. Лише тут він вперше отримав змогу повідомити про себе батькам, які три роки нічого про нього не чули.
У 1947 році після виходу постанови уряду про відновлення на навчанні довоєнних студентів-репатріантів, Іван отримав змогу повернутися додому. Він продовжує навчання у технікумі. Молодого студента зацікавила технологія кролевецького ручного перебірного ткацтва, яка ще з давніх часів не мала собі рівних у створенні рушників з багатим та об'ємним орнаментом. Під час художньої практики він не поїхав, як інші студенти, до Києва вишукувати у музеях перлини народної творчості, а залишився у Кролевці, який на той час продовжував бути центром народного художньо-декоративного ткацтва. В місті та його околицях Іван зібрав сотні замальовок стародавніх рушників відомих та невідомих майстрів, які у подальшому стали основою для розвитку та впровадженні у його творчості історичних традицій народного ткацтва.
По закінченню технікуму у 1948 році молодий фахівець направляється на посаду художника кооперативно-промислової артілі, яка стала основою для подальшого створення всесвітньо відомої своїми виробами Кролевецької фабрики «Художнє ткацтво». Тривалий час Дудар І. П. працював її художником, а з 1961 по 1985 роки — головним художником.
Починаючи з 1954 року роботи Івана Дударя експонувалися на багатьох всесоюзних і міжнародних виставках, 12 з яких проходили за кордоном. Проте автор як неблагонадійний не мав права виїздити за межі СРСР. Примусова праця у Третьому райху в часи війни залишалася тавром на його біографії та приводом для перешкод у повоєнній кар'єрі.

## Громадська діяльність
У 2001 році Іван Дудар розпочав листування з німецькою ініціативною групою з селища Лібенау на чолі з Мартіном Гузе, який на той час створював громадську організацію по відновленню пам'яті жертв фашизму «Документаційний центр з вивчення історії порохового заводу Лібенау».  Своїми спогадами з життя колишнього остарбайтера Іван Дудар наповнює інформаційну скарбницю цієї організації, яка під координацією українського урядового фонду «Взаєморозуміння і примирення» стала одним з численних містків дружби між українським та німецьким народами. На запрошення виконавчого директора спілки Мартіна Гузе у 2002 році Іван Дудар приїздить до Німеччини. Ця поїздка за кордон, для нього стає першою після сумних подій 60-ти річної давнини. Іван Дудар ще двічі відвідував  Нижню Саксонію у 2005 та 2006 роках. Він був ініціатором проведення зустрічей з німецькими та українськими школярами, з іншими колишніми примусовими працівниками з України, Польщі та Нідерландів. Разом колишні підневільні робітники відвідують територію порохового заводу, де й досі стоять близько 400 цехів та бункерів, діляться спогадами про реалії нацистського гніту, які їм довелося випробувати на собі, надають шану пам'яті загиблим від знущань та рабської праці.
Захоплений побаченими в Німеччині експозиціями Мартіна Гузе, присвяченими підневільним працівникам порохової фабрики, Іван Дудар наполегливо просуває ідею про необхідність створення на Сумщині музею примусових робітників. Метою цього музею він вбачає передачу прийдешнім поколінням буде правди про реалії долі їх предків, що потрапили у фашистську неволю, патріотичної переоцінки ставлення молоді до свободи і незалежності України. Його ідея реалізована вже після смерті у м. Шостка, Сумської області при створенні меморіально-освітнього комплексу «Родинна пам'ять», до якого його сім'єю передано ряд експонатів. 

## Творчість
Під час роботи на Кролевецькій фабриці «Художнє ткацтво» Іван Дудар розвинув техніку кролевецького рушникового орнаменту та впровадив її не лише на рушниках, а і на інших виробах широкого вжитку — скатертинах, серветках, килимках, жіночих сукнях, надаючи їм вишукану притаманність українським національним традиціям. Широкий асортимент та відмінна якість виробів вийшли за межі країни та набули статусу попитової продукції на постійно діючому ярмарку у м. Лейпциг. Паралельно з виробництвом товарів повсякденного асортименту митець захоплюється створенням високохудожніх творів. Всі визначні події у житті країни художником відображені у його творчості. Серед них «Мир — Праця — Наука», які у той час були основними проблемами часу. Ці спрямування втілені у трьох чудових та виразних рушниках-панно. Роботам майстра того періоду, як і для багатьох інших творців не вдалося уникнути впливу радянської партійної ідеології. Під час затвердження ескізу ставилося завдання розміщувати на виробі радянські лозунги та символи. Незважаючи на нав'язування сюжетів, державні комуністичні замовлення на тематичні роботи, раптові нічні виклики до КДБ зі стандартними наборами питань про ворога народу, пильному оку стає помітний поступовий, але послідовний патріотичний перехід майстра до єднання своєї творчості з історично-культурною спадщиною українського народу. Цього натхнення майстру надала плідна співпраця та особиста дружба з київським майстром, членом Спілки художників України, Народним художником України, професором Київського державного інституту декоративних мистецтв і дизайну ім. М. Бойчука — Сергієм Григоровичем Нечипоренком (1922—2012), з яким спільно розроблено та виготовлено у Кролевці багато шедеврів народного ткацтва. Особливо вдалими стають роботи художника, у яких він висвітлює тематику боротьби за незалежність України. Для Івана Дударя звернення до шевченківської тематики саме у рушникових орнаментах стає символічним, адже за одним із відшуканих спогадів сучасників Великого Кобзаря про його перебування у Кролевці, він, милуючись витворами рушникових майстринь, нібито мав намір замовити такі рушники на власне весілля, однак отримав їх лише на свою труну. Майстер створив цілий цикл витворів мистецтва, присвячених Т. Г. Шевченку.      
Тривалий час, аж до виходу на заслужений відпочинок, Іван Петрович Дудар працює  головним художником Кролевецької фабрики «Художнє ткацтво», де створює творчу групу з майстрів, технологів та особливо здібних до творчості ткаль, об'єднавши їх у очолювану ним творчу експериментальну лабораторію. Завданнями цього колективу він ставить пошук ідейних та ескізних рішень оформлення виробів, розширення асортименту продукції для промислового виробництва. Митець спрямовує роботу майстрів, допомагає та навчає їх, систематизує та передає класичні композиції символіки відшуканих стародавніх народних орнаментів, втілює та поєднує їх з загальнолюдськими цінностями, відмітаючи політичну заангажованість. У персональних творчих проектах Івана Дударя вдосконалюється техніка перебірного ткацтва, у тому числі і човникового. Втілення та поєднання у роботах різних технологій дає змогу більш виразно показати задум автора. Для вирізнення персональних робіт майстер розробив та впровадив на своїх роботах авторську сигнатуру у вигляді великої прописної букви «Д», витканому у нижньому правому кутку роботи. Це характерно видно на приладі творчих робіт: «Ромашка» (перебір під полотно), «Калина» (перебір під рипс), «Лілея» (перебір двобічний), «Мальви» (перебір однобічний), «Козак Мамай» (перебір однобічний в вибором), «Конвалія» (перебір миропільський). 

### Авторські декоративні панно Івана Дударя
«І. Франко» (1963), «Т. Шевченко» (1964), «Слава Україні» (1982), «Перемога», (1984)
«Києву 1500 років» (1984), «Гімн України» (1985), «Суми» (1986), «Калина» (1990), «Пам'яті Т. Шевченка» (1991), «Обніміться ж, брати мої» (1994), «Соборна Україна» (1996);

### Авторські рушники Івана Дударя
«Конвалія» (1989), «Козак Мамай» (1989), «Церква св. Варвари» (1989), «Пам'ять бійцям, які загинули у війні за Батьківщину» (1990), «Весільний» (1991), «Мальви» (1991).

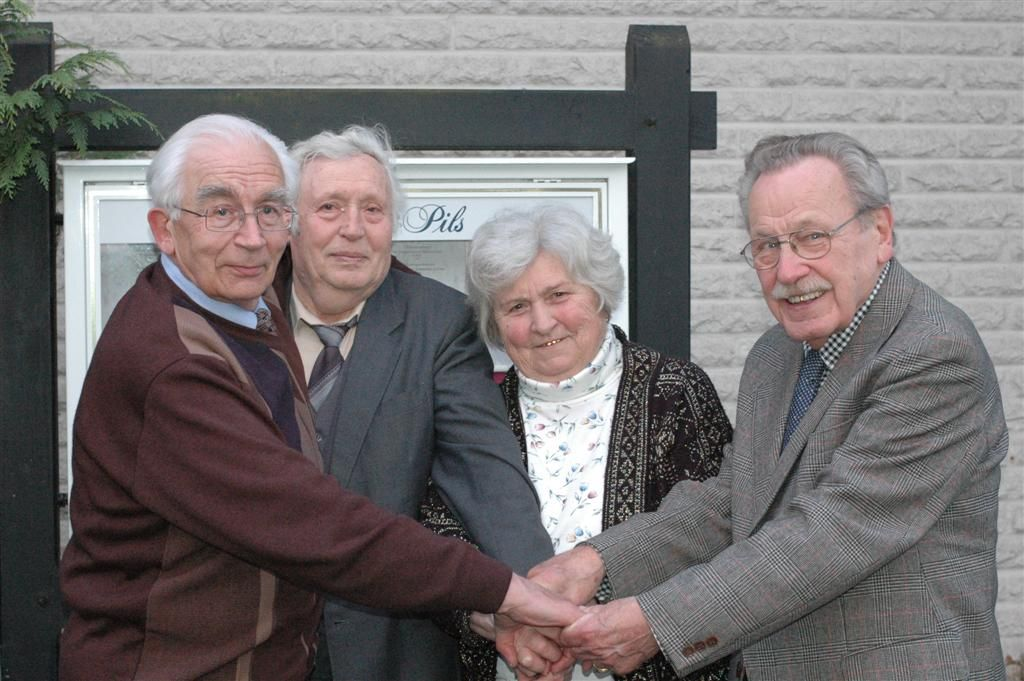
Іван Дудар (другий зліва) на зустрічі 2005 р.

## Виставки робіт
- 1954 — Республіканська і Всесоюзна виставка народного мистецтва Української РСР (Київ — Москва);
- 1958 — Республіканська і Всесоюзна виставка художнього народно-прикладного і декоративного мистецтва (Київ — Москва);
- 1959 — Республіканська виставка «Сувеніри в українських національних традиціях, подарункові вироби та іграшки» (Київ);
- 1960 — Декада української літератури і мистецтва (Москва);
- 1963 — Обласна виставка художників і майстрів народного мистецтва Сумщини (Суми);
- 1964 — Ювілейна художня виставка присвячена 150-річчю з дня народження Т. Г. Шевченка (Київ — Москва);
- 1967 — Республіканська і Всесоюзна виставка (Київ — Москва);
- 1970 — Республіканська ювілейна виставка (Київ — Москва);
- 1972 — Республіканська виставка (Київ);
- 1972 — Виставка досягнень народного господарства СРСР (Москва);
- 1972 — Виставка передового досвіду в народному господарстві УРСР (Київ);
- 1974 — Виставка досягнень народного господарства СРСР (Москва);
- 1979 — Республіканська художня виставка (Київ);
- 1981 — Виставка в Київському державному музеї Т. Г. Шевченка «Увічнений народом» (Київ);
- 1982 — Виставка художників, присвячена 1500-річчю м. Києва (Київ);
- 1985 — Виставка образотворчого мистецтва (Москва);
- 1985 — Республіканська художня виставка «40 років Великої Перемоги» (Київ);
- 1986 — Республіканська художня виставка «Земля і люди» (Київ);
- 1987 — Республіканська художня виставка (Київ);
- 1989 — Республіканська художня виставка, присвячена 175-річчю з дня народження Т. Г. Шевченка (Київ);
- 1990 — Виставка творів художників Сумщини (Суми);
- 1991 — Персональна виставка робіт І. Дударя (Київ);
- 1993 — Виставка «Десятиріччя Сумської обласної спілки художників» (м. Київ);
- 1996 — Ювілейна персональна виставка робіт І. Дударя «Кролевецька веселка» (Кролевець);
- 1997 — Виставка «Місто майстрів» IV Всеукраїнського літературно-мистецького фестивалю «Кролевецькі рушники» (Кролевець);
- 1999 — Виставка «Український дім» (Київ);
- 2000 — Виставка «Народне мистецтво -2000» «Український дім» (Київ);

### Зарубіжні виставки
- 1953 — Міжнародна виставка у м. Брюсселі (Бельгія);
- 1959 — Виставка у м. Марселі (Франція);
- 1961 — Виставка-ярмарок у м. Загребі (Югославія);
- 1967 — Міжнародна виставка у м. Монреалі (Канада);
- 1971 — Міжнародна виставка у м. Осака (Японія);
- 1979 — Виставка у м. Загребі (Югославія);
- 1979 — Виставка у м. Кіото (Японія);
- 1980 — Виставка у м. Улан-Батор (Монголія);
- 1980 — Художня виставка Сумщини у м. Враца (Болгарія);
- 1993 — Виставка у м. Сент-Етьєн (Франція);
- 1996 — Виставка у м. Пекін (Китай).

### Музеї, де постійно експонуються роботи Івана Дударя
- Державний музей українського народного декоративного мистецтва.
- Красноградський краєзнавчий музей.
- Музей театрального, музичного та кіномистецтва України
- Кагарлицький історико-краєзнавчий музей
- Сумський обласний художній музей імені Никанора Онацького[5]
- Центр «Український дім»
- Острозький краєзнавчий музей
- Київський літературно-меморіальний будинок-музей Т. Г. Шевченка
- Дирекція художніх виставок України
- Фонд, власність фабрики «Художнє ткацтво», асортиментна кімната (на даний час частково передано до Кролевецького краєзнавчого музею).

## Нагороди, відзнаки та вшанування
Митець вшанований більше ніж двома десятками нагород та відзнак, найвидатнішими з яких стали: звання Заслуженого художника України, Почесного громадянина м. Кролевець. У 2019 році рішенням Кролевецької міської ради ім'ям Івана Дударя названо вулицю, на якій знаходилася фабрика «Художнє ткацтво». Саме цьому  підприємству він віддав роки свого життя і творчості.
- Бронзові медалі ВДНГ СРСР (1968, 1977)
- Заслужений художник України (2001)
- Почесний громадянин м. Кролевець.
- Меморіальна дошка на будинку, де жив Іван Дудар (м. Кролевець, вул. І. Франка, 8)
- Ім'ям Івана Дударя названо вулицю у місті Кролевець Сумської області (колишня вул. Петровського)

## Вибрані публікації
Дудар І. П. Історія кролевецького рушникового ткацтва ХІХ— ХХ ст. — Кролевець : Офіс-Центр, 2006. — 74 с. : іл.
Дудар І. Виставки виробів артілі «Відродження» / І. Дудар // Кролевецький вісник. — 1999. — 15 груд. — С. 2.
Дудар І. З покоління — в покоління / І. Дудар // Кролевецький вісник. — 1996. — 23 листоп. — С. 2.
Дудар І. Збережемо народне мистецтво / І. Дудар // Кролевецький вісник. — 1993. — 16 берез. — С. 3.
Дудар І. Кролевецька веселка / І. Дудар // Ленінська правда (Суми). — 1972. — 9 квіт.
Дудар І. Нас знають в усьому світі / І. Дудар // Не впізнати тебе, Сумщино. — Харків, 1967. — С. 126—131.
Дудар І. Перша післявоєнна виставка / І. Дудар // Кролевецький вісник. — 2000. — 27 трав. — С. 2.